# Reto Gribi
Reto Gribi est un curleur suisse né le 5 février 1991.

## Biographie
Reto Gribi obtient avec sa cousine Michelle Gribi la médaille d'or au Championnat du monde double mixte de curling 2014 à Dumfries.